# Otto Meßmer

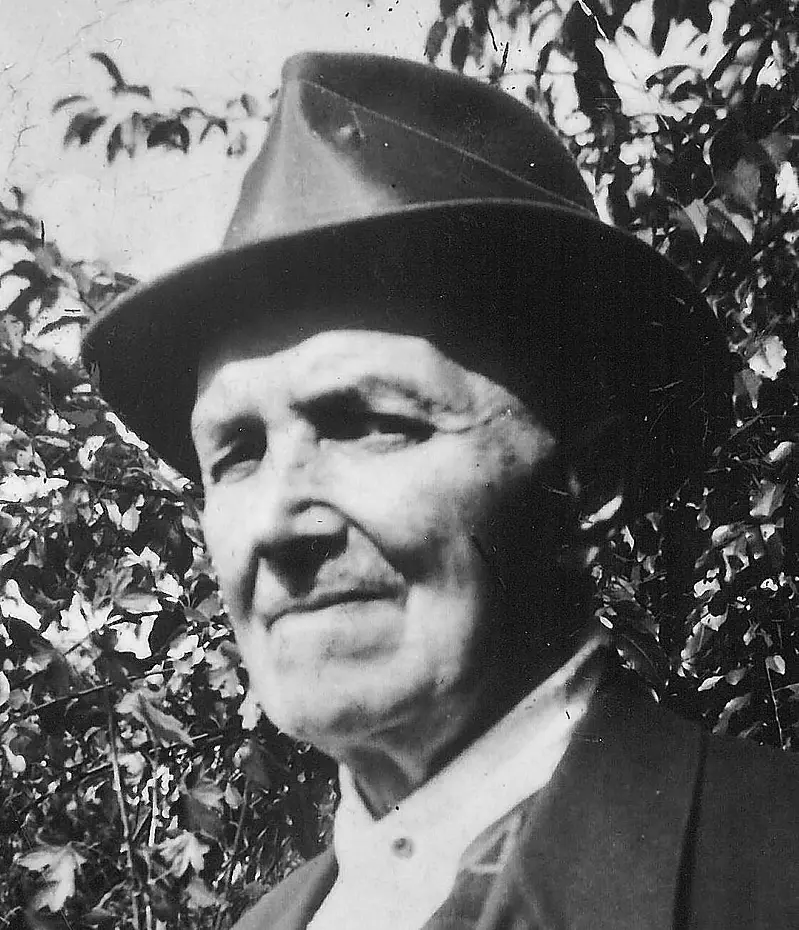
Otto Meßmer

Otto Meßmer (* 13. Januar 1858 in Baden-Baden; † 28. August 1940 in Alzenau) war ein deutscher Teehändler von Meßmer Tee und der Erbauer der Villa Meßmer in Alzenau.

## Leben
Otto Meßmer wurde als Sohn eines Lebensmittelhändlers in Baden-Baden geboren. Nach der mittleren Reife absolvierte er eine kaufmännische Lehre in einer Kolonialwarengroßhandlung. Seine berufliche Laufbahn begann er als Korrespondent in einer Speditionsfirma in Rotterdam und arbeitete später bei der Brauerei Heineken.
1886 gründete Meßmer eine Filiale des elterlichen Unternehmens Meßmer in Frankfurt am Main, die er zu einem bedeutenden Teehandelshaus ausbaute. Er machte sich die Verbreitung des Teekonsums in Deutschland zur Lebensaufgabe und führte innovative Marketingstrategien ein, darunter die Einführung von Markenprodukten und ansprechenden Verpackungen.
1908 wurde die Firma in eine GmbH umgewandelt, und 1912 entstand ein großes Geschäftshaus im Frankfurter Osthafengebiet. Nach dem Ersten Weltkrieg zog sich Meßmer aus dem aktiven Geschäftsleben zurück und widmete sich seinen Studien sowie der Beratung der Firma.

## Villa Meßmer
Zwischen 1900 und 1903 ließ Otto Meßmer in Alzenau eine Villa im romantischen Stil erbauen, die nach ihm benannt wurde. Die Villa, mit einem markanten Rundturm und einem großen Festsaal, war von einem weitläufigen Park mit zahlreichen Baum- und Straucharten umgeben.

## Persönliches Leben
Meßmer war ein leidenschaftlicher Jäger und Naturfreund. Er starb 1940 und wurde auf dem Friedhof in Alzenau beigesetzt. Die Villa Meßmer wird heute als Restaurant genutzt.